# Попов, Виталий Игоревич
Вита́лий И́горевич Попо́в (21 июня 1970, Чита) — советский и российский футболист, защитник.

## Футбольная карьера
Виталий Попов всю свою игровую карьеру провёл в читинском «Локомотиве», за который дебютировал в 1991 году во второй низшей лиге СССР. В 1992 после распада СССР «Локомотив» оказался в Первой лиге России, где играл на протяжении 12 сезонов, а Попов долгие годы являлся игроком основного состава. Поначалу играл на позиции нападающего, но позже был переведён в защиту. В 1997 году набрал одно очко в опросе среди футболистов первого дивизиона на звание лучшего игрока лиги. Завершил карьеру в 2003 году. Командные достижения 1991 год чемпион чемпионата СССР 2 лига зона Восток, 1992 год Бронзовый призер первой лиги ПФЛ, 2007-2008 год серебряный призер первенства России по мини-футболу среди команд первой лиги зоны Восток,  2017 год  первенство Китая по футзалу CFA A-Leaque команда FC Mergel,  2019 год супер-лига Китая по футзалу команда  FC SNOW WOLF

## Достижения

### Личные
- Наибольшее количество игр за «Локомотив» в Первом дивизионе (369)[2]
- Рекордсмен «Локомотива» по количеству проведённых игр за клуб в первенствах (380)
- Рекордсмен «Локомотива» по количеству проведённых игр за клуб в Кубках страны (15)